# Liste der Biografien/Becz
Liste der Biografien |
Portal Biografien |
Personensuche
# |
A |
B |
C |
D |
E |
F |
G |
H |
I |
J |
K |
L |
M |
N |
O |
P |
Q |
R |
S |
T |
U |
V |
W |
X |
Y |
Z |
?
 
Ba |
Be |
Bd |
Bg |
Bh |
Bi |
Bj |
Bl |
Bm |
Bn |
Bo |
Br |
Bs |
Bu |
Bw |
By |
Bz
 
Bea–Beb |
Bec |
Bed |
Bee |
Bef |
Beg |
Beh |
Bei |
Bej |
Bek |
Bel |
Bem |
Ben |
Beo |
Bep |
Beq |
Ber |
Bes |
Bet |
Beu |
Bev |
Bew |
Bex |
Bey |
Bez
 
Beca |
Becc |
Bece |
Bech |
Beci |
Beck |
Becl |
Becm |
Becn |
Beco |
Becq |
Becr |
Becs |
Bect |
Becu |
Becv |
Becz
Die Liste der Biografien führt alle Personen auf, die in der deutschsprachigen Wikipedia einen Artikel haben. Dieses ist eine Teilliste mit 5 Einträgen von Personen, deren Namen mit den Buchstaben „Becz“ beginnt.

## Becz

### Becza
- Beczała, Piotr (* 1966), polnischer lyrischer TenorPiotr Beczała (* 1966)

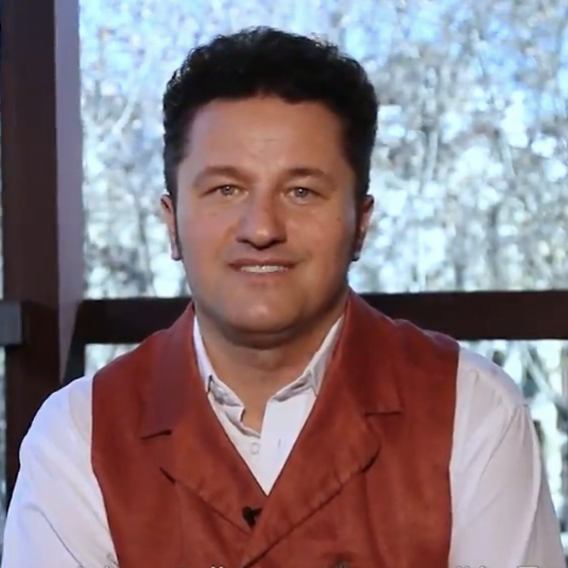
Piotr Beczała (* 1966)

### Becze
- Becze, Tihamér (* 1990), rumänischer Eishockeyspieler

### Beczi
- Becziczka, Ambros (1780–1861), österreichischer Zisterzienser und Abt von Lilienfeld

### Beczw
- Beczwarzowski, Wilhelm von (1862–1932), preußischer Generalmajor
- Beczwarzowsky, Leo von (1835–1901), preußischer Generalleutnant